# Verbascum oreophilum
Verbascum oreophilum är en flenörtsväxtart som beskrevs av C. Koch. Verbascum oreophilum ingår i släktet kungsljus, och familjen flenörtsväxter. Utöver nominatformen finns också underarten V. o. joannis.